# Aragona di Maiorca

Stemma del Casato d'Aragona di Maiorca

Gli Aragona di Maiorca furono un ramo cadetto della dinastia reale della Casa d'Aragona, fondato nel XIII secolo, che dominò nel Regno di Maiorca.

## Storia

### Origini
Il Regno di Maiorca venne fondato nel 1262 dal re Giacomo I d'Aragona (1208-1276), detto il Conquistatore, che con il suo esercito nel 1231 scacciò i Mori dall'isola di Maiorca e se ne impossessò proclamandosene monarca. Alla sua morte, avvenuta nel 1276, gli succedette il figlio Giacomo (1243-1311), con il quale ebbe di fatto inizio il ramo maiorchino della Casa d'Aragona.

### Re di Maiorca
Con Giacomo, il Regno di Maiorca ebbe un preve periodo di indipendenza dalla Corona d'Aragona, conclusosi nel 1279 con il Trattato di Perpignano. Nel 1286 venne deposto dal nipote Alfonso, che su ordine del padre il re Pietro III di Aragona conquistò il Regno di Maiorca, poiché Giacomo, suo fratello minore, si oppose alla conquista aragonese del Regno di Sicilia, ed appoggiò il re Luigi III di Francia nell'invasione della Catalogna. Il trono gli venne restituito nel 1295 dal nipote il re Giacomo II d'Aragona per effetto del Trattato di Anagni. Sposò Esclarmonde di Foix, figlia di Ruggero, conte di Foix, da cui ebbe sei figli.
Successore del Re Giacomo II fu il secondogenito Sancho (1276-1324), per la rinuncia del primogenito Giacomo (1274-1330), che preferì intraprendere la vita religiosa.  Sposò la principessa angioina Maria di Napoli, figlia del Re Carlo, da cui non ebbe eredi. Gli succedette al trono del Regno di Maiorca il nipote Giacomo (1315-1349), detto il Temerario, figlio del fratello minore Ferdinando, visconte di Aumelas (1278-1316), che essendo divenuto monarca a soli 9 anni, ebbe la reggenza dello zio Filippo (1288-1340).

### Principi di Acaia
Detto Giacomo si attribuì il titolo di Principe di Acaia, ma con lui il suo casato perse il controllo del Regno di Maiorca, che cessò di esistere come Stato indipendente e fu aggregato alla Corona d'Aragona nel 1343: il cognato il re Pietro IV di Aragona gli aveva confiscato tutti i beni per essersi rifiutato di aiutarlo in una sua spedizione militare. Nel 1349, Giacomo di Maiorca vendette la Signoria di Montpellier al Regno di Francia per 12.000 talleri d'oro, e con questa somma creò un esercito per riconquistare il suo Regno, ma venne sconfitto dalle truppe catalano-aragonesi di Pietro il Cerimonioso, e morì nella battaglia di Llucmajor. Sposato con la principessa Costanza d'Aragona, figlia del re Alfonso il Benigno, ebbe i figli Giacomo ed Elisabetta.

### Estinzione
Giacomo IV di Maiorca (1336-1375), detto il Pretendente, fu l'ultimo rampollo degli Aragona di Maiorca, poiché dalla sua unione con la principessa Giovanna d'Angiò, figlia di Carlo, duca di Calabria, non nacquero discendenti. Gli succedette nel titolo di Re titolare di Maiorca la sorella Elisabetta (1337-1406), sposata al marchese Giovanni II del Monferrato.

## Rami collaterali
Non risultano essere fioriti dei rami cadetti oltre quello dei Visconti di Aumelas, derivato da Ferdinando, figlio del re Giacomo II di Maiorca. Il figlio Ferdinando (1316-1342), natogli dalla seconda moglie Isabella d'Ibelin, sposò la principessa Eschive, figlia del re Ugo IV di Cipro, da cui ebbe una sola figlia, Alicia.

## Genealogia
|                     |                     |                                                       |                                                                                        |                                                                                        |                                                                                        |                                                                         |                                                                         |                                                  |                                                  |                                       |                                       |
|                     |                     |                                                       |                                                                                        |                                                                                        | Giacomo, I re di Maiorca (1208-1276) Iolanda d'Ungheria                                |                                                                         |                                                                         |                                                  |                                                  |                                       |                                       |
|                     |                     |                                                       |                                                                                        |                                                                                        |                                                                                        |                                                                         |                                                                         |                                                  |                                                  |                                       |                                       |
|                     |                     |                                                       |                                                                                        |                                                                                        |                                                                                        |                                                                         |                                                                         |                                                  |                                                  |                                       |                                       |
|                     |                     |                                                       |                                                                                        |                                                                                        | Giacomo, II re di Maiorca (1243-1311) Esclarmonde di Foix                              |                                                                         |                                                                         |                                                  |                                                  |                                       |                                       |
|                     |                     |                                                       |                                                                                        |                                                                                        |                                                                                        |                                                                         |                                                                         |                                                  |                                                  |                                       |                                       |
|                     |                     |                                                       |                                                                                        |                                                                                        |                                                                                        |                                                                         |                                                                         |                                                  |                                                  |                                       |                                       |
| Giacomo (1274-1330) | Giacomo (1274-1330) | Sancho, III re di Maiorca (1276-1324) Maria di Napoli | Sancho, III re di Maiorca (1276-1324) Maria di Napoli                                  | Ferdinando, visconte di Aumelas (1278-1316) I Isabella di Sabran, II Isabella d'Ibelin | Ferdinando, visconte di Aumelas (1278-1316) I Isabella di Sabran, II Isabella d'Ibelin | Isabella (1280-1301) Giovanni Emanuele di Castiglia, signore di Villena | Isabella (1280-1301) Giovanni Emanuele di Castiglia, signore di Villena | Sancha (1285-1345) Roberto d'Angiò, re di Napoli | Sancha (1285-1345) Roberto d'Angiò, re di Napoli | Filippo, abate di Narbona (1288-1342) | Filippo, abate di Narbona (1288-1342) |
|                     |                     |                                                       |                                                                                        |                                                                                        |                                                                                        |                                                                         |                                                                         |                                                  |                                                  |                                       |                                       |
|                     |                     |                                                       |                                                                                        |                                                                                        |                                                                                        |                                                                         |                                                                         |                                                  |                                                  |                                       |                                       |
|                     |                     |                                                       | I Giacomo, IV re di Maiorca (1315-1349) I Costanza d'Aragona, II Violante di Vilaragut | I Giacomo, IV re di Maiorca (1315-1349) I Costanza d'Aragona, II Violante di Vilaragut |                                                                                        | II Ferdinando, visconte di Aumelas (1316-1342) Eschive di Cipro         | II Ferdinando, visconte di Aumelas (1316-1342) Eschive di Cipro         |                                                  |                                                  |                                       |                                       |
|                     |                     |                                                       |                                                                                        |                                                                                        |                                                                                        |                                                                         |                                                                         |                                                  |                                                  |                                       |                                       |
|                     |                     |                                                       |                                                                                        |                                                                                        |                                                                                        |                                                                         |                                                                         |                                                  |                                                  |                                       |                                       |
|                     |                     | Giacomo (1336-1375) Giovanna I di Napoli              | Giacomo (1336-1375) Giovanna I di Napoli                                               | Elisabetta (1337-1406) Giovanni II del Monferrato                                      | Elisabetta (1337-1406) Giovanni II del Monferrato                                      | Alicia Filippo d'Ibelin                                                 | Alicia Filippo d'Ibelin                                                 |                                                  |                                                  |                                       |                                       |